# ジョアキム・ヨンビ＝オパンゴ
ジョアキム・ヨンビ＝オパンゴ(Joachim Yhombi-Opango、1939年1月12日 - 2020年3月30日）は、コンゴ共和国の軍人、政治家。1977年から1979年まで同国の大統領を務め、1993年から1996年までは首相の座についていた。1997年には亡命し、2007年に帰国した。

## 生涯
ヨンビ＝オパンゴはコンゴ北部のキュヴェト地方フォート・ルセト（現オワンド）で生まれ、軍人の道を歩んだ。マリアン・ングアビ大統領の時代、ヨンビ＝オパンゴは参謀総長の座に就いた。1970年の7月30日に一度失脚したものの、すぐにもとの地位に返り咲いた。彼はコンゴ労働党に属し、党内右派に属していた。1972年2月22日には、彼がクーデターをたくらんでいるという噂が流れた。これは、実際にクーデターを計画していたアンジェ・ディアワラがクーデターを有利にするために流した噂であり、実際にはヨンビ＝オパンゴはそのクーデターをすぐに鎮圧した。これによって彼は大佐に昇進し労働党中央委員会に抜擢され、1973年1月には党政治局に名を連ねた。1977年にングアビが暗殺されると、軍の最高位にいたヨンビ＝オパンゴが国家元首に就任した。しかし彼は軍内部を掌握することができず、党内左派の軍人ドニ・サスヌゲソとの権力闘争に敗れて1979年2月に解任された。10月20日には労働党を追放され、私財没収の上自宅軟禁に置かれた。
1987年2月、ピエール・アンガら20人の軍人によるクーデター計画が発覚したが、これはヨンビ＝オパンゴを首班にすることを計画していた。これにより、彼は9月に逮捕され投獄された。1990年8月14日、サスヌゲソ大統領は建国30年の恩赦として、ヨンビ=オパンゴら政治犯を釈放した。民主化後の1991年2月から6月の国会においては、ヨンビ=オパンゴはサスヌゲソらとともにングアビ暗殺に関わったとして非難された。
1992年8月に大統領選挙が実施されると、ヨンビ＝オパンゴは民主開発戦線（RDD）を結成して選挙に参加し、3.49%の得票で6位となった。出身地のキュヴェト州では、彼は27％の得票を得て、サスヌゲソに次ぐ二位につけていた。彼は議会内では大統領であるパスカル・リスバの党である社会民主主義パン・アフリカン連合と連合を組み、そのため1993年6月23日に彼は首相に選出された。しかし、サスヌゲソ派などの野党が反発し、また与党内でもテテ人など南部人の反発が強まったため、1996年8月23日に辞任した。さらにリスバ派とサスヌゲソ派の内戦にサスヌゲソ派が勝利すると、ヨンビ＝オパンゴはコートジボワールに、ついでフランスに亡命した。
ヨンビ＝オパンゴはコンゴで横領などの罪により強制労働20年の実刑判決を受けたが、サスヌゲソ政権の基盤が安定してくると和解の動きが出始め、2007年にはヨンビ＝オパンゴらは恩赦を受け、彼はコンゴへと帰国した。
その後は健康を害し、フランスとコンゴとを往復する生活が続いた。2020年3月30日午後、パリ近郊、ヌイイ＝シュル＝セーヌにある病院で2019新型コロナウイルス感染症(COVID-19)により死去した。81歳没。